# マーチ・89B
マーチ・89B（March 89B）は、イギリスのマーチ・エンジニアリングが1989年のフォーミュラ3000 (F3000) 用に設計・開発・製造されたフォーミュラカーである。
国際F3000選手権、全日本F3000選手権で使用された。